# Lijst van Nederlandse deelnemers Ronde van Frankrijk
Dit is de lijst van Nederlandse deelnemers aan de Ronde van Frankrijk. Alle overzichten op deze pagina zijn bijgewerkt tot en met de Ronde van 2025.

## Deelnemerslijst
Onderstaande lijst toont alle Nederlandse deelnemers aan de Ronde van Frankrijk. Achter de naam staat tussen haakjes het aantal deelnames en de eindklassering voor ieder jaar waarin werd deelgenomen, waarbij (-) betekent dat de renner in het desbetreffende jaar is uitgevallen.

### A
- André van Aert (1) : 1964 (-)
- Jos van Aert (4) : 1989 (-), 1990 (125), 1991 (-), 1992 (87)
- John van den Akker (1) : 1993 (80)
- Thymen Arensman (1) : 2025 (12)

### B
- Dylan van Baarle (8) : 2015 (147), 2016 (91), 2017 (77), 2019 (46), 2020 (59), 2021 (54), 2022 (32), 2023 (42)
- Cor Bakker (1) : 1948 (-)
- Maarten den Bakker (9) : 1992 (92), 1993 (91), 1995 (52), 1996 (64), 1997 (64), 1998 (33), 1999 (84), 2000 (49), 2001 (75)
- Kees Bal (2) : 1974 (-), 1977 (51)
- Henk Benjamins (2) : 1970 (-), 1971 (80)
- Lars van den Berg (1) : 2023 (70)
- Marijn van den Berg (2) : 2024 (109), 2025 (-)
- Eddy Beugels (3) : 1968 (55), 1969 (83), 1970 (81)
- René Beuker (2) : 1988 (-), 1989 (135)
- Jeroen Blijlevens (6) : 1995 (-), 1996 (128), 1997 (126), 1998 (-), 2000 (124), 2001 (-)
- Henk Boeve (1) : 1986 (-)
- John Bogers (1) : 1987 (-)
- Cees Bol (6) : 2019 (-), 2020 (140), 2021 (140), 2023 (149), 2024 (138), 2025 (-)
- Léon van Bon (10) : 1994 (-), 1995 (-), 1996 (-), 1997 (-), 1998 (63), 1999 (-), 2000 (-), 2002 (129), 2003 (132), 2005 (-)
- Michael Boogerd (12) : 1996 (31), 1997 (16), 1998 (5), 1999 (56), 2000 (-), 2001 (10), 2002 (12), 2003 (32), 2004 (74), 2005 (24), 2006 (14), 2007 (12)
- Lars Boom (5) : 2010 (130), 2011 (-), 2013 (105), 2014 (97), 2015 (-)
- Martin van den Borgh (3) : 1958 (-), 1959 (-), 1960 (34)
- Eddy Bouwmans (3) : 1992 (14), 1993 (45), 1995 (45)
- Jan Boven (1) : 2000 (-)
- John Braspennincx (1) : 1937 (-)
- Hein van Breenen (4) : 1952 (69), 1953 (36), 1954 (20), 1955 (27)
- Piet van den Brekel (1) : 1956 (-)
- Erik Breukink (11) : 1987 (21), 1988 (12), 1989 (-), 1990 (3), 1991 (-), 1992 (7), 1993 (-), 1994 (29), 1995 (20), 1996 (34), 1997 (52)
- Frank van den Broek (2) : 2024 (62), 2025 (39)
- Johnny Broers (2) : 1981 (113), 1982 (-)

### C
- Tom Cordes (1) : 1993 (118)
- Stef Clement (6) : 2007 (-), 2008 (89), 2009 (118), 2014 (-), 2015 (59), 2016 (18)
- Roy Curvers (6) : 2012 (135), 2013 (145), 2014 (116), 2015 (106), 2016 (122), 2017 (142)

### D
- Laurens ten Dam (10) : 2008 (21), 2009 (60), 2011 (58), 2012 (28), 2013 (13), 2014 (9), 2015 (92), 2016 (73), 2017 (67), 2018 (51)
- Piet Damen (5) : 1958 (11), 1959 (27), 1960 (27), 1961 (51), 1964 (-)
- Erik Dekker (12) : 1994 (101), 1995 (70), 1996 (64), 1997 (81), 1998 (-), 1999 (107), 2000 (51), 2001 (91), 2002 (136), 2004 (133), 2005 (109), 2006 (-)
- Thomas Dekker (1) : 2007 (35)
- Hans Dekkers (2) : 1951 (-), 1952 (60)
- Wim Dielissen (1) : 1951 (-)
- Mick van Dijke (1) : 2025 (113)
- Evert Dolman (4) : 1968 (56), 1969 (49), 1970 (32), 1972 (83)
- Jef Dominicus (2) : 1938 (-), 1939 (39)
- Leo van Dongen (3) : 1964 (-), 1965 (90), 1966 (-)
- Wies van Dongen (2) : 1955 (-), 1956 (-)
- Johannes Draaijer (1) : 1989 (130)
- Maarten Ducrot (5) : 1985 (84), 1986 (81), 1987 (-), 1989 (39), 1990 (86)
- Tom Dumoulin (6) : 2013 (41), 2014 (33), 2015 (-), 2016 (-), 2018 (2), 2020 (7)
- Leo Duyndam (2) : 1970 (-), 1972 (-)

### E
- Nils Eekhoff (4) : 2021 (126), 2022 (119), 2023 (138), 2024 (-)
- Pascal Eenkhoorn (2) : 2023 (91), 2025 (49)
- Jos van Emden (2) : 2015 (121), 2017 (-)
- Addy Engels (2) : 2002 (94), 2011 (146)
- Dick Enthoven (3) : 1961 (-), 1962 (-), 1963 (34)
- Cees van Espen (2) : 1964 (-), 1965 (-)
- Nico van Est (1) : 1954 (-)
- Piet van Est (7) : 1957 (32), 1958 (22), 1959 (-), 1960 (28), 1961 (-), 1962 (26), 1964 (-)
- Wim van Est (9) : 1951 (-), 1952 (17), 1953 (13), 1954 (16), 1955 (15), 1957 (8), 1958 (46), 1960 (39), 1961 (-)

### F
- Henk Faanhof (3) : 1951 (-), 1952 (76), 1954 (47)
- Bernard Franken (1) : 1948 (-)

### G
- Ab Geldermans (7) : 1960 (12), 1961 (-), 1962 (5), 1963 (24), 1964 (38), 1965 (-), 1966 (69)
- Robert Gesink (10) : 2009 (-), 2010 (6), 2011 (33), 2012 (-), 2013 (26), 2015 (6), 2017 (-), 2018 (31), 2020 (42), 2021 (-)
- Albert Gijsen (1) : 1936 (-)
- Jan Gommers (1) : 1939 (-)
- Dylan Groenewegen (8) : 2016 (160), 2017 (156), 2018 (-), 2019 (145), 2022 (117), 2023 (137), 2024 (135), 2025 (150)
- Bram de Groot (6) : 2001 (-), 2002 (133), 2003 (99), 2004 (111), 2006 (-), 2007 (134)
- Daan de Groot (4) : 1955 (36), 1956 (15), 1957 (-), 1959 (-)

### H
- Jo de Haan (3) : 1961 (-), 1964 (60), 1965 (77)
- Piet Haan (1) : 1955 (-)
- Cees Haast (5) : 1964 (39), 1965 (-), 1966 (36), 1967 (14), 1969 (63)
- Jacques Hanegraaf (3) : 1984 (101), 1988 (119), 1989 (129)
- Ger Harings (2) : 1971 (82), 1972 (-)
- Huub Harings (4) : 1965 (32), 1966 (-), 1967 (75), 1970 (-)
- Rob Harmeling (3) : 1991 (158), 1992 (-), 1994 (-)
- Arie den Hartog (3) : 1965 (-), 1966 (45), 1968 (26)
- Max van Heeswijk (2) : 2000 (103), 2001 (134)
- Janus Hellemons (2) : 1938 (55), 1939 (46)
- Mathieu Hermans (5) : 1986 (-), 1987 (135), 1988 (147), 1989 (138), 1990 (-)
- Fedor den Hertog (5) : 1974 (27), 1975 (18), 1977 (-), 1978 (25), 1979 (48)
- Jos Hinsen (2) : 1955 (41), 1956 (-)
- Aad van den Hoek (4): 1976 (87), 1977 (-), 1978 (57), 1981 (115)
- Tristan Hoffman (3) : 1995 (-), 1997 (128), 2000 (117)
- Henk de Hoog (3) : 1948 (-), 1949 (-), 1950 (-)
- Co Hoogendoorn (1) : 1976 (-)
- Frits Hoogerheide (1) : 1970 (100)
- Johnny Hoogerland (3) : 2011 (74), 2012 (57), 2013 (101)
- Taco van der Hoorn (1) : 2022 (125)
- Adri van Houwelingen (4) : 1981 (81), 1982 (40), 1984 (-), 1985 (88)
- Jan van Houwelingen (4) : 1981 (-), 1982 (99), 1983 (80), 1985 (104)
- Albert Hulzebosch (1) : 1974 (-)
- Kenny van Hummel (2) : 2009 (-), 2012 (-)

### J
- Gert Jakobs (5) : 1987 (-), 1988 (145), 1989 (136), 1990 (140), 1993 (127)
- Fabio Jakobsen (3) : 2022 (130), 2023 (-), 2024 (-)
- Ben Janbroers (1) : 1973 (-)
- Jan Janssen (8) : 1963 (-), 1964 (24), 1965 (9), 1966 (2), 1967 (5), 1968 (1), 1969 (10), 1970 (26)
- Sjef Janssen (4) : 1947 (32), 1948 (36), 1950 (-), 1953 (-)
- Piet de Jongh (2) : 1957 (33), 1958 (41)
- Steven de Jongh (6) : 1998 (-), 2001 (-), 2006 (-), 2007 (123), 2008 (124), 2009 (153)
- Patrick Jonker (5) : 1994 (-), 1996 (12), 1997 (62), 1998 (34), 1999 (97)
- Jan Jonkers (2) : 1980 (69), 1981 (116)

### K
- Gerard Kamper (1) : 1975 (84)
- Gerben Karstens (11) : 1965 (59), 1966 (46), 1967 (30), 1969 (65), 1971 (63), 1972 (60), 1974 (61), 1975 (50), 1976 (84), 1977 (52), 1978 (-)
- Jan van Katwijk (4) : 1970 (80), 1971 (87), 1972 (-), 1976 (-)
- Piet van Katwijk (3) : 1974 (102), 1976 (-), 1977 (-)
- Wilco Kelderman (6) : 2015 (79), 2016 (32), 2019 (-), 2021 (5), 2023 (18), 2024 (21)
- Wim Kelleners (1) : 1973 (-)
- Jaap Kersten (5) : 1957 (45), 1958 (44), 1959 (50), 1960 (45), 1961 (58)
- Jacques van der Klundert (1) : 1964 (-)
- Servais Knaven (9) : 1996 (-), 1997 (107), 1998 (-), 2000 (109), 2001 (90), 2002 (137), 2003 (123), 2004 (142), 2005 (149)
- Gerrie Knetemann (13) : 1974 (38), 1975 (63), 1976 (-), 1977 (31), 1978 (43), 1979 (30), 1980 (38), 1981 (55), 1982 (47), 1984 (103), 1986 (84), 1987 (89), 1988 (-)
- Cees Koeken (1) : 1972 (-)
- Jans Koerts (1) : 2000 (-)
- Ben Koken (1) : 1975 (-)
- Martien Kokkelkoren (1) : 1992 (118)
- Matthijs de Koning (2) : 1971 (74), 1973 (-)
- Bram Kool (1) : 1959 (-)
- Koen de Kort (8) : 2009 (111), 2012 (103), 2013 (138), 2014 (92), 2015 (73), 2017 (70), 2018 (78), 2019 (125)
- André de Korver (3) : 1939 (28), 1947 (-), 1949 (-)
- Jan Krekels (3) : 1971 (49), 1972 (78), 1973 (75)
- Karsten Kroon (5) : 2002 (146), 2004 (115), 2005 (135), 2010 (138), 2012 (143)
- Steven Kruijswijk (7) : 2012 (33), 2014 (15), 2015 (21), 2018 (5), 2019 (3), 2021 (-), 2022 (-)
- Hennie Kuiper (12) : 1975 (11), 1976 (-), 1977 (2), 1978 (-), 1979 (4), 1980 (2), 1981 (30), 1982 (9), 1983 (-), 1984 (56), 1985 (-), 1988 (95)

### L
- Jef Lahaye (2) : 1956 (87), 1958 (-)
- Jan Lambrichs (2) : 1939 (8), 1949 (-)
- Jos Lammertink (1) : 1986 (-)
- Maurits Lammertink (1) : 2017 (75)
- Johan Lammerts (4) : 1983 (72), 1985 (75), 1988 (130), 1989 (123)
- Hans Langerijs (1) : 1980 (-)
- Sebastian Langeveld (6) : 2008 (131), 2012 (150), 2014 (140), 2015 (-), 2016 (-), 2019 (155)
- Theo van der Leeuw (1) : 1973 (70)
- Harry van Leeuwen (1) : 1972 (-)
- Tom Leezer (4) : 2013 (150), 2014 (133), 2015 (153), 2017 (166)
- Bart Lemmen (1) : 2024 (70)
- Bert-Jan Lindeman (1) : 2016 (94)
- Marc Lotz (5) : 1999 (72), 2000 (56), 2001 (93), 2003 (-), 2004 (90)
- Gerben Löwik (1) : 2005 (-)
- Henk Lubberding (13) : 1977 (26), 1978 (8), 1979 (18), 1980 (10), 1981 (54), 1982 (46), 1983 (10), 1984 (40), 1985 (82), 1986 (-), 1987 (95), 1988 (-), 1989 (119)
- Cees Lute (1) : 1965 (67)

### M
- Jo Maas (2) : 1979 (7), 1980 (19)
- Martijn Maaskant (3) : 2008 (133), 2009 (98), 2010 (139)
- Frans Maassen (8) : 1988 (126), 1989 (103), 1990 (64), 1991 (129), 1992 (91), 1993 (106), 1994 (-), 1995 (97)
- Jules Maenen (1) : 1954 (-)
- Bas Maliepaard (4) : 1962 (47), 1965 (51), 1966 (-), 1967 (-)
- Henri Manders (7) : 1983 (81), 1984 (107), 1985 (91), 1989 (104), 1990 (113), 1991 (144), 1992 (129)
- Jacques van Meer (1) : 1985 (55)
- Theo Middelkamp (3) : 1936 (23), 1937 (-), 1938 (43)
- Marco Minnaard (2) : 2017 (40), 2018 (64)
- Koos Moerenhout (7) : 1998 (44), 2000 (77), 2003 (128), 2004 (100), 2006 (62), 2008 (33), 2010 (52)
- Bauke Mollema (12) : 2011 (70), 2012 (-), 2013 (6), 2014 (10), 2015 (7), 2016 (11), 2017 (17), 2018 (26), 2019 (28), 2020 (-), 2021 (20), 2022 (25)
- Rob Mulders (2) : 1993 (134), 1994 (116)

### N
- Tim Naberman (1) : 2025 (120)
- Piet van Nek jr. (2) : 1937 (-), 1938 (-)
- Danny Nelissen (3) : 1993 (130), 1996 (84), 1997 (-)
- Coen Niesten (2) : 1960 (-), 1961 (-)
- Joris Nieuwenhuis (2) : 2020 (103), 2021 (128)
- Erwin Nijboer (5) : 1986 (-), 1987 (-), 1988 (-), 1989 (-), 1994 (99)
- Henk Nijdam (5) : 1964 (66), 1965 (50), 1966 (73), 1967 (-), 1968 (-)
- Jelle Nijdam (10) : 1985 (115), 1986 (-), 1987 (124), 1988 (122), 1989 (121), 1990 (127), 1991 (117), 1992 (113), 1993 (129), 1995 (-)
- Jan Nolten (5) : 1952 (15), 1953 (19), 1954 (14), 1955 (21), 1956 (28)

### O
- Bert Oosterbosch (4) : 1980 (36), 1982 (-), 1983 (-), 1984 (-)
- Marc van Orsouw (4) : 1986 (-), 1988 (76), 1989 (87), 1991 (78)
- Harm Ottenbros (3) : 1968 (-), 1969 (78), 1970 (78)

### P
- Frans Pauwels (2) : 1948 (-), 1949 (-)
- Gerard Peters (1) : 1951 (-)
- Peter Pieters (2) : 1985 (140), 1992 (-)
- René Pijnen (2) : 1969 (-), 1970 (-)
- Frits Pirard (2) : 1981 (94), 1983 (42)
- Leo van der Pluym (2) : 1956 (30), 1957 (-)
- Adrie van der Poel (9) : 1982 (102), 1983 (37), 1984 (-), 1985 (51), 1987 (105), 1988 (84), 1989 (-), 1990 (111), 1992 (-)
- Jacques van der Poel (1) : 1987 (-)
- Mathieu van der Poel (6): 2021 (-), 2022 (-), 2023 (57), 2024 (96), 2025 (-)
- Twan Poels (5) : 1986 (65), 1988 (127), 1989 (114), 1990 (115), 1991 (154)
- Wout Poels (11) : 2011 (-), 2012 (-), 2013 (28), 2015 (44), 2016 (28), 2018 (58), 2019 (26), 2020 (110), 2021 (16), 2023 (27), 2024 (43)
- Leen Poortvliet (1) : 1969 (-)
- Henk Poppe (1) : 1974 (-)
- Boy van Poppel (2) : 2013 (144), 2021 (117)
- Danny van Poppel (7) : 2013 (-), 2014 (-), 2021 (120), 2022 (109), 2023 (116), 2024 (120), 2025 (-)
- Jean-Paul van Poppel (8) : 1987 (130), 1988 (138), 1989 (-), 1990 (146), 1991 (-), 1992 (127), 1993 (-), 1994 (-)
- Peter Post (1) : 1965 (-)
- Joost Posthuma (5) : 2005 (83), 2006 (85), 2008 (68), 2009 (73), 2011 (108)
- Cees Priem (5) : 1974 (-), 1975 (-), 1980 (-), 1981 (-), 1986 (-)
- Henk Prinsen (2) : 1974 (84), 1975 (82)
- Wim Prinsen (4) : 1971 (59), 1972 (61), 1973 (-), 1974 (78)
- Bert Pronk (4) : 1976 (26), 1977 (12), 1979 (44), 1980 (-)
- Mathieu Pustjens (2) : 1972 (25), 1973 (-)

### R
- Jan Raas (8) : 1976 (83), 1977 (-), 1978 (24), 1979 (-), 1980 (-), 1982 (-), 1983 (-), 1984 (-)
- Elmar Reinders (3) : 2023 (141), 2024 (-), 2025 (140)
- Cees Rentmeester (2) : 1970 (92), 1971 (-)
- Thijs Roks (3) : 1952 (53), 1953 (29), 1954 (-)
- Jo de Roo (5) : 1960 (-), 1964 (43), 1965 (55), 1966 (-), 1967 (76)
- Theo de Rooij (8) : 1981 (39), 1982 (19), 1983 (29), 1984 (59), 1985 (80), 1987 (91), 1988 (-), 1989 (125)
- Piet Rooijakkers (1) : 2009 (-)
- Steven Rooks (11) : 1983 (-), 1985 (25), 1986 (9), 1987 (-), 1988 (2), 1989 (7), 1990 (33), 1991 (26), 1992 (17), 1993 (-), 1994 (-)
- Timo Roosen (3) : 2016 (111), 2017 (-), 2018 (137)
- Gerrit van de Ruit (1) : 1937 (-)
- Rob Ruijgh (2) : 2011 (21), 2012 (-)
- Wim de Ruyter (3) : 1948 (42), 1949 (-), 1950 (27)

### S
- Martin Schalkers (1) : 1990 (128)
- Ide Schelling (1) : 2021 (119)
- Bouk Schellingerhoudt (1) : 1947 (-)
- Albert van Schendel (4) : 1936 (15), 1937 (-), 1939 (15), 1947 (-)
- Antoon van Schendel (4) : 1936 (32), 1937 (33), 1938 (50), 1939 (38)
- Wim Schepers (5) : 1967 (25), 1968 (-), 1970 (-), 1972 (-), 1973 (-)
- Jos Schipper (2) : 1980 (83), 1982 (-)
- Harrie Schoenmakers (1) : 1951 (-)
- Roy Schuiten (2) : 1976 (-), 1977 (-)
- Gerrit Schulte (1) : 1938 (-)
- Eddy Schurer (3) : 1989 (132), 1990 (-), 1991 (152)
- Jan Serpenti (1) : 1970 (-)
- Jan Siemons (5) : 1986 (-), 1989 (120), 1990 (143), 1991 (146), 1992 (-)
- Huub Sijen (3) : 1939 (-), 1947 (-), 1949 (-)
- Ramon Sinkeldam (5) : 2015 (-), 2016 (143) 2017 (148), 2018 (134), 2023 (-)
- Roel van Sintmaartensdijk (1) : 2025 (156)
- Tom-Jelte Slagter (3) : 2014 (56), 2016 (82), 2018 (59)
- Theo Smit (2) : 1975 (-), 1977 (-)
- Gerrit Solleveld (6) : 1985 (110), 1986 (101), 1988 (132), 1989 (107), 1990 (117), 1991 (133)
- Hennie Stamsnijder (2) : 1980 (-), 1981 (80)
- Antoon van der Steen (1) : 1961 (64)
- Henk Steevens (1) : 1953 (-)
- Harrie Steevens (2) : 1970 (45), 1971 (-)
- Fons Steuten (1) : 1964 (-)
- Peter Stevenhaagen (5) : 1986 (29), 1987 (45), 1988 (29), 1989 (50), 1991 (94)
- Michel Stolker (3) : 1956 (-), 1957 (44), 1962 (33)
- Adri Suykerbuyk (2) : 1953 (40), 1954 (-)

### T
- Tino Tabak (4) : 1971 (-), 1972 (18), 1973 (-), 1976 (-)
- John Talen (4) : 1988 (150), 1989 (-), 1993 (122), 1994 (117)
- Bram Tankink (9) : 2005 (111), 2006 (94), 2007 (40), 2008 (59), 2010 (-), 2012 (144), 2013 (64),2014 (40), 2015 (55)
- Niki Terpstra (8) : 2008 (135), 2009 (152), 2010 (-), 2011 (134), 2013 (149), 2014 (94), 2018 (119), 2019 (-)
- Mike Teunissen (6) : 2017 (129), 2019 (101), 2021 (76), 2023 (103), 2024 (93), 2025 (80)
- Gert-Jan Theunisse (6) : 1987 (48), 1988 (11), 1989 (4), 1991 (13), 1992 (13), 1994 (-)
- Albert Timmer (7) : 2009 (130), 2012 (148), 2013 (164), 2014 (146), 2015 (139), 2016 (153), 2017 (157)
- Maarten Tjallingii (3): 2010 (132), 2011 (99), 2012 (-)
- Antwan Tolhoek (1) : 2018 (37)
- Patrick Tolhoek (2) : 1989 (99), 1990 (123)
- Martijn Tusveld (1) : 2022 (64)

### V
- Tom Veelers (3) : 2012 (-), 2013 (-), 2014 (155)
- Wiebren Veenstra (2) : 1988 (-), 1991 (157)
- Johan van der Velde (6) : 1979 (14), 1980 (12), 1981 (12), 1982 (3), 1983 (-), 1986 (52)
- Gerard Veldscholten (6) : 1982 (32), 1983 (27), 1984 (16), 1985 (28), 1986 (61), 1988 (45)
- Jaak Verbrugge (1) : 1979 (-)
- Nico Verhoeven (3) : 1987 (-), 1988 (143), 1991 (-)
- Marco Vermey (1) : 1994 (-)
- Gerard Vianen (8) : 1968 (-), 1970 (47), 1971 (-), 1972 (71), 1973 (59), 1974 (56), 1975 (66), 1976 (76)
- Aart Vierhouten (3) : 1998 (-), 2002 (-), 2004 (-)
- Wil de Vlam (1) : 1974 (-)
- Jos van der Vleuten (6) : 1966 (75), 1967 (67), 1968 (-), 1970 (44), 1971 (30), 1972 (73)
- Leo van Vliet (6) : 1979 (-), 1980 (51), 1982 (52), 1983 (-), 1984 (75), 1985 (79)
- Teun van Vliet (4) : 1985 (-), 1987 (84), 1988 (-), 1989 (124)
- Arie Vooren (1) : 1947 (-)
- Adri Voorting (2) : 1953 (-), 1955 (-)
- Gerrit Voorting (10) : 1950 (-), 1951 (-), 1952 (22), 1953 (17), 1954 (17), 1955 (-), 1956 (11), 1957 (29), 1958 (47), 1959 (-)
- Frans Vos (1) : 1950 (-)
- Bart Voskamp (6) : 1994 (-), 1995 (113), 1996 (99), 1997 (98), 1998 (-), 2000 (115)
- Jo Vrancken (1) : 1973 (-)
- Gerrit de Vries (7) : 1990 (67), 1991 (34), 1992 (-), 1993 (55), 1994 (77), 1996 (119), 1997 (125)

### W
- Rini Wagtmans (4) : 1969 (6), 1970 (5), 1971 (16), 1972 (54)
- Wout Wagtmans (9) : 1950 (-), 1951 (-), 1952 (25), 1953 (5), 1954 (-), 1955 (19), 1956 (6), 1957 (-), 1961 (-)
- Pieter Weening (6) : 2005 (72), 2006 (93), 2007 (128), 2008 (62), 2012 (72), 2015 (144)
- Bram Welten (1) : 2024 (-)
- Jan Westdorp (1) : 1961 (66)
- Lieuwe Westra (5) : 2011 (128), 2012 (-), 2013 (-), 2014 (79), 2015 (77)
- Arie van Wetten (1) : 1957 (-)
- Remmert Wielinga (1) : 2003 (-)
- Jan van Wijk (1) : 1986 (90)
- Ad Wijnands (5) : 1981 (-), 1982 (53), 1984 (108), 1985 (106), 1992 (-)
- Peter Winnen (8) : 1981 (5), 1982 (4), 1983 (3), 1984 (26), 1985 (15), 1986 (-), 1988 (9), 1990 (-)
- Adri Wouters (1) : 1970 (-)
- Rik Wouters (3) : 1964 (64), 1965 (27), 1966 (68)

### Z
- Peter Zijerveld (1) : 1982 (-)
- Huub Zilverberg (6) : 1962 (-), 1963 (-), 1964 (37), 1966 (64), 1967 (71), 1968 (-)
- Joop Zoetemelk (16) : 1970 (2), 1971 (2), 1972 (5), 1973 (4), 1975 (4), 1976 (2), 1977 (8), 1978 (2), 1979 (2), 1980 (1), 1981 (4), 1982 (2), 1983 (23), 1984 (30), 1985 (12), 1986 (24)
- Cees Zoontjens (1) : 1970 (86)

## Ranglijst aantal deelnames
N.B. Ten minste zeven maal van start gegaan
| Naam | Aantal deelnames | Waarvan uitgereden |
| --- | ---------------- | ------------------ |
| Joop Zoetemelk | 16               | 16                 |
| Gerrie Knetemann Henk Lubberding | 13               | 11 11              |
| Michael Boogerd Erik Dekker Bauke Mollema Hennie Kuiper | 12               | 11 10 8            |
| Gerben Karstens Wout Poels Erik Breukink Steven Rooks | 11               | 10 9 8 7           |
| Laurens ten Dam Jelle Nijdam Gerrit Voorting Robert Gesink Léon van Bon                                                                                        | 10               | 10 8 6 3           |
| Maarten den Bakker Bram Tankink Wim van Est Servais Knaven Adrie van der Poel Wout Wagtmans                                                                    | 9                | 9 8 7 6 4          |
| Dylan van Baarle Koen de Kort Dylan Groenewegen Jan Janssen Frans Maassen Theo de Rooij Niki Terpstra Gerard Vianen Peter Winnen Jean-Paul van Poppel Jan Raas | 8                | 8 8 7 6 4 2        |
| Henri Manders Koos Moerenhout Albert Timmer Gerrit de Vries Ab Geldermans Steven Kruijswijk Piet van Est Danny van Poppel                                      | 7                | 7 7 6 5 4 4        |

## Podiumplaatsen eindklassement
| Renner              | 1e   | 2e                                 | 3e   |
| ------------------- | ---- | ---------------------------------- | ---- |
| Jan Janssen         | 1968 | 1966                               |      |
| Joop Zoetemelk      | 1980 | 1970, 1971, 1976, 1978, 1979, 1982 |      |
| Hennie Kuiper       |      | 1977, 1980                         |      |
| Johan van der Velde |      |                                    | 1982 |
| Peter Winnen        |      |                                    | 1983 |
| Steven Rooks        |      | 1988                               |      |
| Erik Breukink       |      |                                    | 1990 |
| Tom Dumoulin        |      | 2018                               |      |
| Steven Kruijswijk   |      |                                    | 2019 |

## Aantal deelnemers en etappeoverwinningen per jaar
Onderstaande tabel toont het aantal Nederlandse deelnemers per jaar, het aantal etappeoverwinningen per jaar en de beste Nederlander in het eindklassement. De tabel start in 1936, het eerste jaar waarin een Nederlander deelnam. Het totaal aantal Nederlandse individuele etappeoverwinningen bedraagt 171. Daarnaast waren er nog 15 overwinningen in een ploegentijdrit.
| betekenis kleuren in tabel: |                                 |
|                             | aantal deelnemers               |
|                             | individuele overwinningen       |
|                             | overwinningen in ploegentijdrit |

|  |

|  |

|  |

|  |

|  |

|  |

|  |

|  |

|  |

|  |

|  |

|  |

|  |

|  |

|  |

|  |

|  |

|  |

|  |

|  |

|  |

|  |

|  |

|  |

|  |

|  |  |

|  |

|  |

|  |

|  |

|  |

|  |

|  |

|  |

|  |

|  |

|  |

|  |

|  |

|  |

|  |

|  |

|  |

|  |

|  |

|  |

|  |

|  |  |

|  |

|  |

|  |

|  |

|  |

|  |

|  |

|  |

|  |

|  |

|  |

|  |

|  |

|  |

|  |

|  |

|  |

|  |

|  |

|  |  |

|  |

|  |

|  |

|  |  |

|  |

|  |  |

|  |

|  |  |

|  |

|  |  |

|  |

|  |  |

|  |

|  |

|  |

|  |

|  |

|  |

|  |

|  |

|  |

|  |

|  |

|  |  |

|  |

|  |

|  |

|  |  |

|  |

|  |

|  |

|  |  |

|  |

|  |

|  |

|  |

|  |

|  |

|  |

|  |

|  |

|  |

|  |

|  |

|  |

|  |

|  |

|  |

|  |

|  |

|  |

|  |

|  |

|  |

|  |

|  |

|  |

|  |

|  |

|  |

|  |

|  |

|  |

|  |

|  |

|  |

|  |

|  |

|  |

|  |

|  |

|  |

|  |

|  |

|  |

|  |

|  |

|  |

|  |

|  |

|  |

|  |

|  |

|  |

|  |

|  |  |

|  |

|  |

|  |

|  |

|  |

|  |

|  |

|  |

|  |

|  |

|  |

|  |

 winnaars gele trui · 
 puntenklassement · 
 bergklassement · 
 jongerenklassement · 
 tussensprintklassement · 
 combinatieklassement · 
 ploegenklassement · 
 strijdlust · 
rode lantaarn
records · meeste deelnames · ranglijst etappewinnaars · bekende beklimmingen · valpartijen · dopinggevallen · Grand Départ · Souvenir Henri Desgrange
1903 · 
1904 · 
1905 · 
1906 · 
1907 · 
1908 · 
1909 · 
1910 · 
1911 · 
1912 · 
1913 · 
1914 ·
1915 ·
1916 ·
1917 ·
1918 · 
1919 · 
1920 · 
1921 · 
1922 · 
1923 · 
1924 · 
1925 · 
1926 · 
1927 · 
1928 · 
1929 · 
1930 · 
1931 · 
1932 · 
1933 · 
1934 · 
1935 · 
1936 · 
1937 · 
1938 · 
1939 · 
1940 ·
1941 ·
1942 ·
1943 ·
1944 ·
1945 ·
1946 ·
1947 · 
1948 · 
1949 · 
1950 · 
1951 · 
1952 · 
1953 · 
1954 · 
1955 · 
1956 · 
1957 · 
1958 · 
1959 · 
1960 · 
1961 · 
1962 · 
1963 · 
1964 · 
1965 · 
1966 · 
1967 · 
1968 · 
1969 · 
1970 · 
1971 · 
1972 · 
1973 · 
1974 · 
1975 · 
1976 · 
1977 · 
1978 · 
1979 · 
1980 · 
1981 · 
1982 · 
1983 · 
1984 · 
1985 · 
1986 · 
1987 · 
1988 · 
1989 · 
1990 · 
1991 · 
1992 · 
1993 · 
1994 · 
1995 · 
1996 · 
1997 · 
1998 · 
1999 · 
2000 · 
2001 · 
2002 · 
2003 · 
2004 · 
2005 · 
2006 · 
2007 · 
2008 · 
2009 · 
2010 · 
2011 · 
2012 · 
2013 · 
2014 · 
2015 · 
2016 · 
2017 · 
2018 · 
2019 ·
2020 · 
2021 · 
2022 · 
2023 · 
2024 · 
2025